# 칼 젱킨스
칼 젱킨스 경(영어: Sir Karl Jenkins, CBE, 1944년 2월 17일 ~ )은 영국 웨일스의 작곡가이다. 프로젝트 《아디에무스》로 유명하며, 캔터베리 신을 이끈 밴드 소프트 머신의 주요 구성원으로 활동하기도 했다.
미사곡 《The Armed Man》과 레퀴엠 작품도 인기를 끌었다.
현재 영국 더블 리드 협회(BDRS) 공동 회장으로 있다.

## 생애

### 어린 시절과 학업
스완지 가워 반도의 작은 마을에서 태어났다. 어머니는 스웨덴 출신이었고, 아버지는 교사로 일하며 교회에서 오르간 연주자와 성가대 지휘자를 맡아 칼 젱킨스에게 음악을 가르쳤다. 칼 젱킨스는 웨일스 국립 청소년 관현악단(National Youth Orchestra of Wales)에 오보에 연주자로 입단하며 음악 활동을 시작했다.
이후 카디프 대학교에서 앨런 호디노트(Alun Hoddinott)로부터 음악 교육을 받았으며, 왕립음악원(RAM)에서 학업을 이어간 뒤 웨일스 대학교에서 박사학위를 받았다.

## 서훈
- 2005년 대영 제국 훈장 4등급(OBE) 수훈[2]
- 2010년 대영 제국 훈장 3등급(CBE) 승급[3]
- 2015년 기사작위(Knight Bachelor) 서임[4]